# ASASSN-15lh
ASASSN-15lh là một siêu tân tinh siêu sáng được phát hiện bởi Hệ thống máy tìm kiếm và phát hiện siêu tân tinh tự động hoá (ASAS-SN) năm 2015 trong chòm sao nam Ấn Đệ An.. Phát hiện này, được xác nhận bởi nhóm ASAS-SN với nhiều kính viễn vọng khác, đã mô tả chính thức và được công bố vào ngày 15 tháng 1 năm 2016. ASASSN-15lh là siêu tân tinh sáng nhất từng được phát hiện; tại sáng nhất của nó đó là khoảng 15 lần sáng hơn toàn bộ Ngân Hà, với năng lượng hàng trăm tỷ lần lớn hơn năng lượng của Mặt Trời. Mức độ tuyệt đối cao nhất là −235, phát 2 × 10472×1047 erg mỗi giây. Năng lượng bức xạ vượt quá 1052 erg. Siêu tân tinh ở dịch chuyển đỏ 0,2326, trong một thiên hà trì trệ nhưng sáng 3,8 tỷ năm ánh sáng từ Trái Đất. Theo Krzysztof Stanek thuộc Đại học bang Ohio, một trong những nhà nghiên cứu chính tại ASAS-SN, "Nếu nó nằm ttrong thiên hà của chúng ta, nó sẽ tỏa sáng sáng hơn trăng rằm; sẽ không có đêm, và sẽ dễ dàng nhìn thấy nó vào ban ngày".